# توم هولاند (سياسي)
توم هولاند (بالإنجليزية: Tom Holland)‏ هو سياسي أمريكي، ولد في 23 يوليو 1961 في إنديانابوليس في الولايات المتحدة. حزبياً، نشط في الحزب الديمقراطي. وقد انتخب عضو مجلس ولاية كانساس.

## وصلات خارجية
- الموقع الرسمي